# Danuta Rosani
Danuta Rosani (née le 30 avril 1951 à Starogard Gdański) est une athlète polonaise, lanceuse de disque, ayant participé aux Jeux olympiques en 1976, où elle atteint la finale. 
Elle a été l'une des premières athlètes exclue pour dopage aux stéroïdes anabolisants. 
Elle est championne de Pologne de lancer du disque en 1974, 1976 et 1978. En 1983, elle est championne de Pologne du lancer du poids en salle. 